# Greater Upper Marlboro
Greater Upper Marlboro és una concentració de població designada pel cens dels Estats Units a l'estat de Maryland. Segons el cens del 2000 tenia 18.720 habitants.

## Demografia
Segons el cens del 2000, Greater Upper Marlboro tenia 18.720 habitants, 6.514 habitatges, i 4.572 famílies. La densitat de població era de 194,2 habitants/km².
Dels 6.514 habitatges en un 37,5% hi vivien nens de menys de 18 anys, en un 50,7% hi vivien parelles casades, en un 15,2% dones solteres, i en un 29,8% no eren unitats familiars. En el 24,6% dels habitatges hi vivien persones soles el 3,3% de les quals corresponia a persones de 65 anys o més que vivien soles. El nombre mitjà de persones vivint en cada habitatge era de 2,68 i el nombre mitjà de persones que vivien en cada família era de 3,22.
Per edats la població es repartia de la següent manera: un 26,2% tenia menys de 18 anys, un 7,6% entre 18 i 24, un 39,5% entre 25 i 44, un 21,4% de 45 a 60 i un 5,4% 65 anys o més.
L'edat mediana era de 34 anys. Per cada 100 dones de 18 o més anys hi havia 98 homes.
La renda mediana per habitatge era de 73.005 $ i la renda mediana per família de 81.666 $. Els homes tenien una renda mediana de 47.857 $ mentre que les dones 41.100 $. La renda per capita de la població era de 29.218 $. Entorn del 2% de les famílies i el 3,4% de la població estaven per davall del llindar de pobresa.

## Poblacions més properes
El següent diagrama mostra les poblacions més properes.